# Jüdischer Friedhof Ottensen

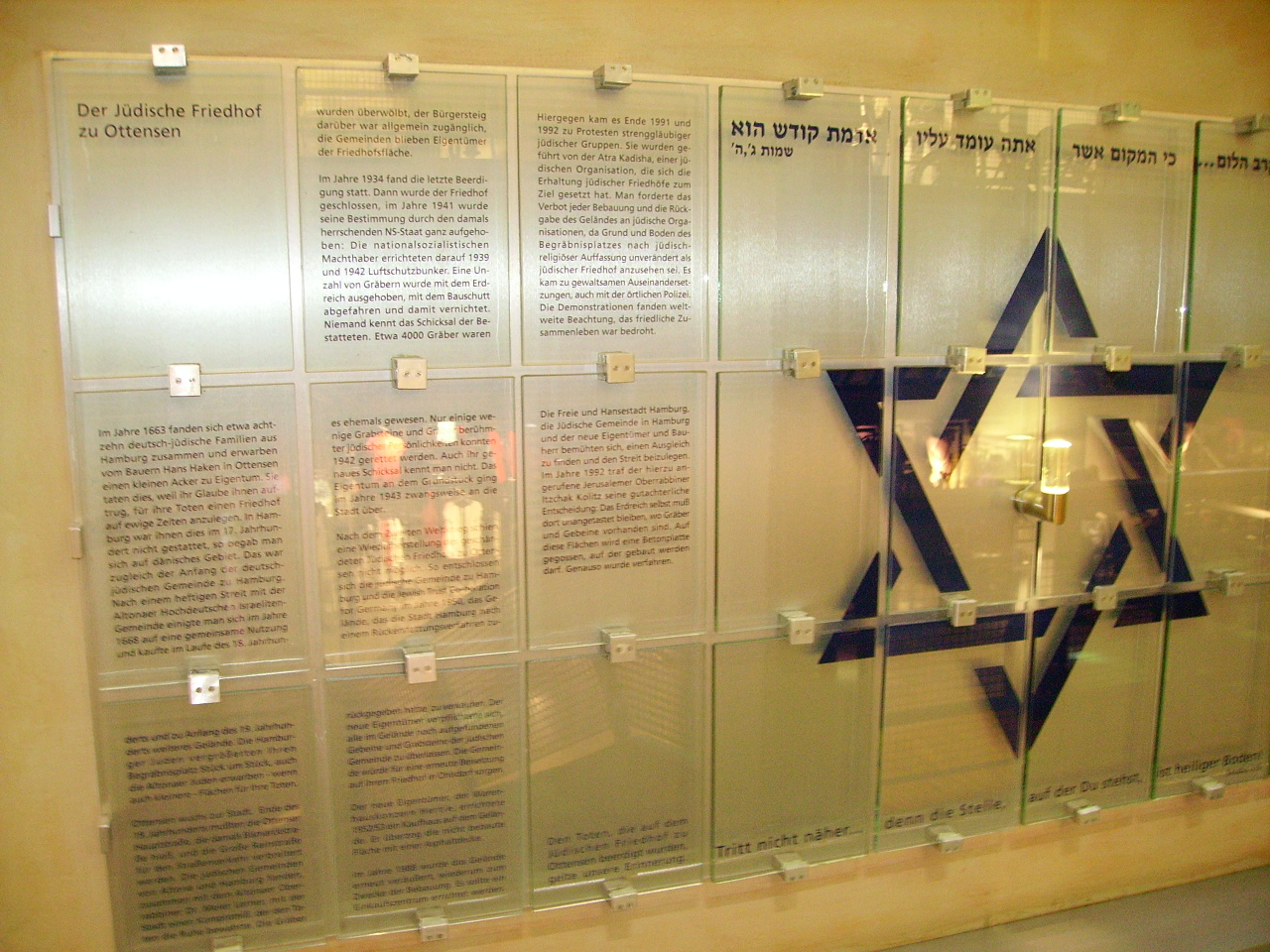
Gedenktafel für den ehemaligen Friedhof im Untergeschoss des Einkaufszentrums Mercado

Der Jüdische Friedhof Ottensen ist ein ehemaliger jüdischer Begräbnisplatz im heutigen Hamburger Stadtteil Ottensen, der ab 1663 auf einem Gelände zwischen der heutigen Ottenser Hauptstraße und der Großen Rainstraße eingerichtet wurde. Die letzte Beisetzung fand 1934 statt – danach folgten mehrmalige Überbauungen, wie sie schon teilweise im 19. Jahrhundert geschehen waren.

## Geschichte

### Gründung
Die Hamburger Aschkenasim erhielten am 22. Oktober 1663 von der der dänischen Krone unterstehenden Amtsherrschaft Pinneberg des Herzogtum Holstein die Erlaubnis, einen Begräbnisplatz einzurichten. Sie erwarben noch im selben Jahr für diesen Zweck ein Gelände am Hahnenkamp im Dorf Ottensen, an der späteren Bismarckstraße und heutigen Ottenser Hauptstraße. Hintergrund war das Bestreben, sich von der engen Zusammengehörigkeit mit der in Hamburg anerkannten sephardischen Gemeinde zu lösen und zudem unabhängig von der Altonaer aschkenasischen Gemeinde zu sein. Die Hamburger besaßen keine Anerkennung als selbständige Gemeinde, da ihnen für diesen Status der eigene Friedhof fehlte. Ihre Toten wurden bis dato auf dem Jüdischen Friedhof Altona an der Königsstraße beerdigt. Da die Altonaer kein Interesse an der Eigenständigkeit der Hamburger hatten, entspann sich in den folgenden Jahren ein Streit um die Beerdigungsrechte, der am 3. Mai 1666 mit einem Vergleich beigelegt wurde. Danach erkannten die Altonaer die Deutsch-Israelitische Gemeinde zu Hamburg an, im Gegenzuge erhielten sie eine Beteiligung am Ottenser Friedhof. Die Gründung des Friedhofs gilt somit auch als Datum des eigenständigen aschkenasischen Gemeindewesens in Hamburg.

### Ausbau und Begrenzung

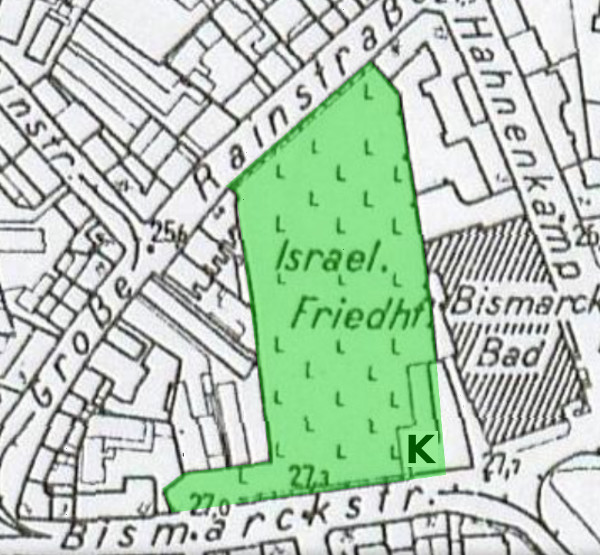
Das Gelände des jüdischen Friedhofs in der Fläche von 1934 (grün) inkl. der Überwölbungen. K markiert den Standort der Kapelle (nachbearbeitete Karte von 1940)

Bis 1805 wurde der Friedhof durch Grundstücksankäufe beständig vergrößert, eine genaue Vermessung des Geländes fand jedoch nicht statt. Die vollständige Umzäunung war 1810 abgeschlossen, 1812 übernahm die Hochdeutsche Israelitische Gemeinde zu Altona den rückwärtigen, an der Großen Rainstraße gelegenen Teil des Grundstückes. Im Jahr 1819 errichtete die Gemeinde eine Kapelle mit Vorhalle an der Bismarckstraße, heute Ottenser Hauptstraße. Wie auch der Altonaer Friedhof an der Königsstraße erhielt der Ottensener als Begräbnisplatz berühmter Rabbiner und Gemeindeführer einen besonderen Stellenwert. Große Beachtung fand die Beerdigung des Bankiers Salomon Heine im Dezember 1844, die beschrieben wird als „stumme Demonstration seiner verbindenden Popularität. Tausende Hamburger, Juden wie Christen, begleiteten ihn auf seinem letzten Weg nach Ottensen“.
Im Laufe des 19. Jahrhunderts wuchs das Dorf Ottensen zu einem bedeutenden Industriestandort heran, so dass der ehemals an einer Feldmark gelegene Friedhof nun im Zentrum eines eng bebauten Stadtteils Raum nahm und die Grundstücksgrenzen für notwendige Straßenausbauten benötigt wurden. Im Jahr 1897 – Ottensen war inzwischen nach Altona eingemeindet worden – kamen Verhandlungen zwischen der Deutsch-Israelitischen Gemeinde und der Stadt Altona zu einem Abschluss, nach dessen Ergebnis die jüdische Gemeinde einen etwa drei Meter breiten Streifen an der Bismarckstraße ohne Eigentumsübertragung an die Stadt abtrat. Die Grabsteine der in diesem Streifen liegenden um die einhundert Gräber wurden flachgelegt, das Terrain mit einem Zwischenraum von etwa 20 Zentimetern überwölbt und sodann mit der Straßenerweiterung überbaut. Auf die gleiche Weise wurde im Jahr 1898 die Große Rainstraße auf einem ebenfalls drei Meter breiten Streifen Friedhofsgelände und einer unbekannt gebliebenen Anzahl an Gräbern ausgebaut.

### Enteignung während des Nationalsozialismus

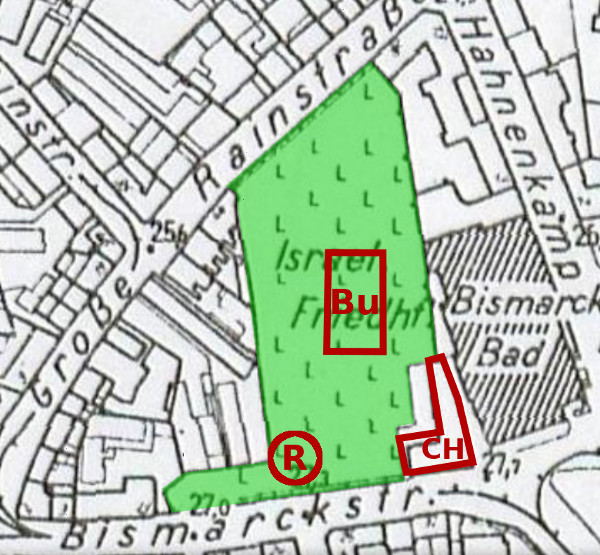
Das Gelände des jüdischen Friedhofs in der Fläche von 1940 (grün). Das Kaffee Hirte ist mit CH markiert. Der Kastenbunker Bu und der Rundbunker R kamen im Verlauf des Krieges hinzu.

Ab 1935, in der Zeit des Nationalsozialismus, suchte die Altonaer Bauverwaltung nach Möglichkeiten einer Enteignung des Friedhofsgeländes und setzte 1937 den Abriss der Kapelle und der Leichenhalle durch. Erstere musste einem Neubau der angrenzenden Milchhalle weichen, was dem dort ansässigen Kaffee Hirte den Beinamen „Café Leichenfledder“ einbrachte. Doch erst nachdem die jüdischen Gemeinden im Groß-Hamburg von 1939 zur Jüdischen Religions-Vereinigung e. V. zusammengeschlossen waren, erzwang die nationalsozialistische Regierung die stückweise Herausgabe des gesamten Friedhofsgrundstücks. Zunächst wurde auf dem Gelände ein Turmbunker, später ein Kastenbunker errichtet, wobei zumindest bei dem Bau des Turmbunkers nachweislich Grabsteine verbaut wurden. Der jüdischen Vereinigung gelang es im Jahr 1942, die Umsetzung von 175 historisch bedeutenden Grabsteinen, von ehemals etwa 9000 Steinen, auf den Friedhof Ilandkoppel in Ohlsdorf zu erwirken. Von einigen wenigen herausragenden Persönlichkeiten konnten auch die Gebeine umgebettet werden. Nach der vollständigen Auflösung der Religionsgemeinde 1943 übernahm die Stadt Hamburg auch die restlichen Friedhofsteile. Die übrigen Grabsteine, bis auf die durch die Straßenerweiterungen überwölbten, wurden zerstört.

### Kaufhaus Hertie

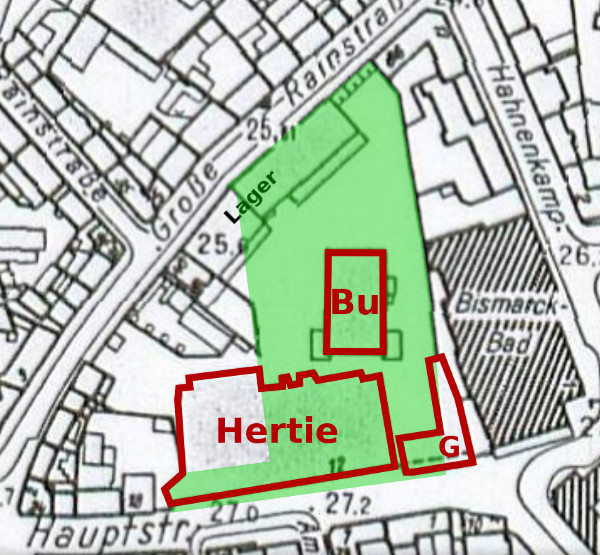
Das Gelände auf einer Karte von 1980 mit der Fläche des jüdischen Friedhofs von 1934 (grün). Bu steht für Bunker, G für Schuhhaus Görtz.

1950 wurde von der Jüdischen Gemeinde in Hamburg zusammen mit der Jewish Trust Corporation (JTC) gegenüber der Stadt Hamburg der Anspruch auf Rückerstattung durchgesetzt und das ehemalige Friedhofsgelände an eine Tochtergesellschaft des Hertie Konzerns verkauft.
Die erhaltenen Gräber unter der Straßenüberwölbung wurden nach Ohlsdorf umgesetzt, bevor 1952 auf dem Gelände der Bau des Warenhauses Hertie begonnen wurde. Der Turmbunker, der direkt an der Bismarckstraße in Höhe der Straße Am Felde stand, wurde am 9. November 1951 gesprengt. Das vierstöckige Hauptgebäude wurde entlang der Bismarckstraße gebaut, entlang der Großen Rainstraße kamen Lagerhallen hinzu. Der Kastenbunker blieb stehen, auf dem restlichen Gelände wurden Parkplätze und Rangierflächen für den Lieferverkehr eingerichtet. Im März 1953 wurde das Hertie-Kaufhaus schließlich eröffnet.
Das Kaffeehaus Hirte wurde ca. 1960 von der Ludwig Görtz GmbH übernommen. Nach einer Umgestaltung des Gebäudes wurde dort eine Schuhhandlung eröffnet.

### Bau des Einkaufszentrums Mercado
Im Jahr 1988 verkaufte Hertie das Gelände an die Baufirma Büll & Liedke, die an diesem Ort ein neues Einkaufszentrum unter dem Namen „Quarree“ errichten wollte. Das Bezirksamt erteilte am 28. November 1990 einen positiven Bauvorbescheid, die Baugenehmigung folgte im Juni 1991. Das Hertie-Kaufhaus wurde im Frühjahr 1990 geschlossen.
Entgegen späterer Behauptungen von Büll & Liedke wussten die Anwohner schon immer davon, dass sich auf dem Gelände früher ein jüdischer Friedhof befand. Spätestens seit Presseberichten im Juli 1989 wurde die Geschichte des Areals einer breiten Öffentlichkeit bekannt.
Im Rahmen des baurechtlichen Vorbescheids für das damals sogenannte „Hertie-Quarree“ wurde der Investor verpflichtet, vor Baubeginn die Jüdische Gemeinde und das Denkmalschutzamt zu konsultieren, um eine sachgemäße Behandlung der Grabstätte vor und während der Bauzeit festzulegen. Ein eventueller Abbruch von Gewölben und eine Bergung von Grabplatten müsse, so hieß es, auf angemessene Art und Weise geschehen, Grabplatten und Gebeine seien auf Kosten des Bauherrn nach Ohlsdorf umzubetten. Außerdem wurde eine Gedenkstätte in Absprache mit der Jüdischen Gemeinde unter Beteiligung des Kulturausschusses vorgesehen.
Noch vor Erteilung der Baugenehmigung gab der für die Hamburger Gemeinde zuständige Landesrabbiner Nathan Peter Levinson, trotz Widerspruchs orthodoxer Juden in Deutschland, seine Zustimmung für die Umbettung der Toten unter der Bedingung, dass Ausschachtungsarbeiten in Anwesenheit eines Experten aus Israel durchgeführt würden.
Während des Abrisses der alten Gebäude und der Aushubarbeiten für den Neubau im Sommer und Herbst 1991 wurden die Spuren des ehemaligen Friedhofs sichtbar, Bruchstücke von Grabsteinen und menschliche Knochenreste kamen an die Oberfläche.
Dass sich nun der Vorsitzende des Direktoriums des Zentralrat der Juden in Deutschland Heinz Galinski einschaltete und sich an den Bürgermeister Henning Voscherau wandte, den Plan kritisierte und auf die internationale Bühne holte, kam für die Jüdische Gemeinde Hamburg völlig überraschend. In der Folge wurde weltweit, insbesondere in den USA und in Israel, über die Pläne diskutiert. US-amerikanische Kongressabgeordnete verfassten ein Kommuniqué und reisten nach Hamburg, diplomatische Noten wurden ausgetauscht, viele große internationale Medien griffen das Thema auf.

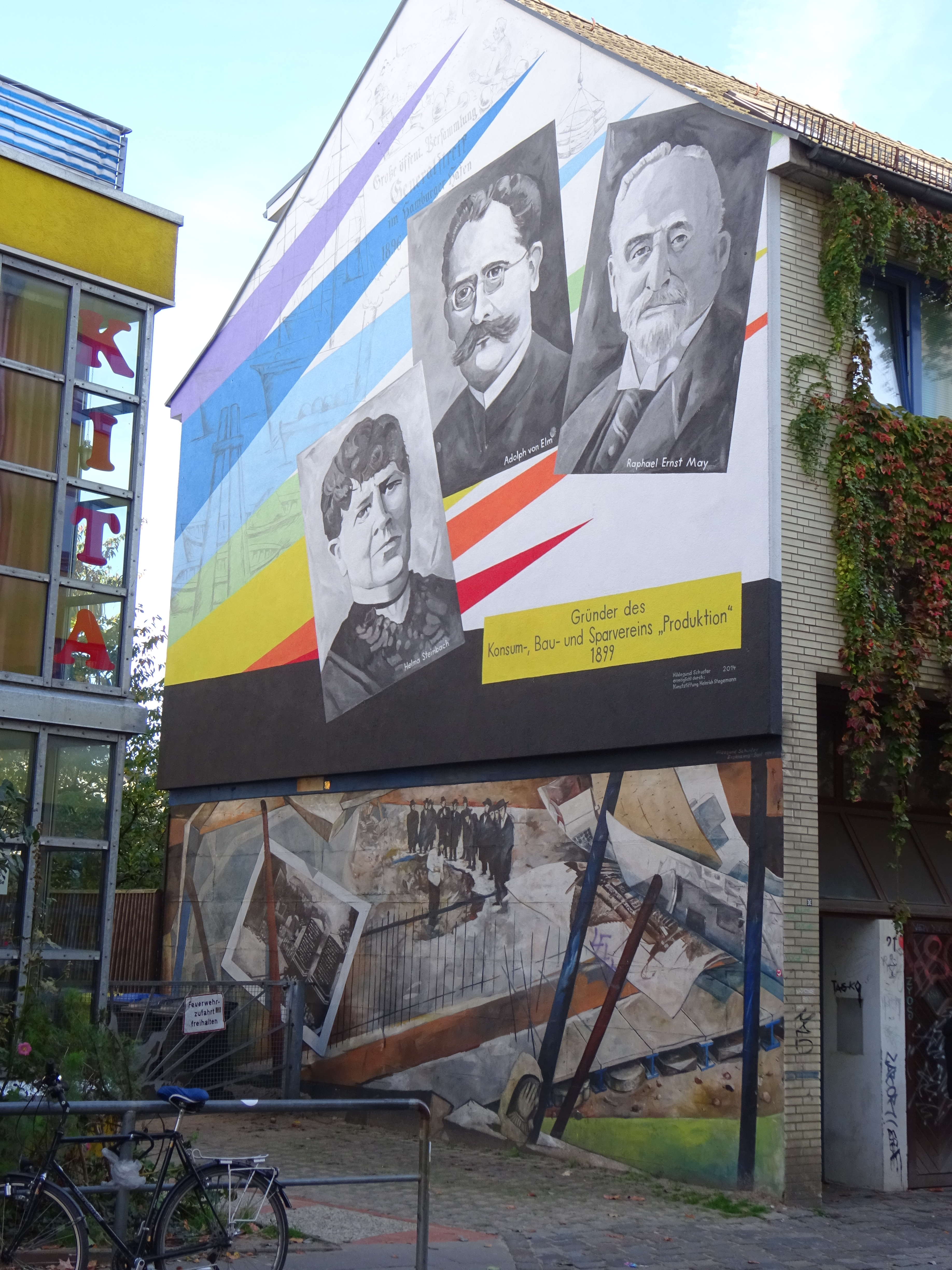
Der untere Teil des Wandbilds an der Kleinen Rainstraße 21 erinnert an die Proteste von Athra Kadischa

Somit wurden internationale jüdische Gemeinden auf das Bauprojekt aufmerksam und protestierten gegen die weitere Zerstörung der sakrosankten Fläche. Die ultraorthodoxe Gruppierung Athra Kadischa, die weltweit für die Erhaltung jüdischer Grabstätten kämpft, besetzte ab dem 26. September 1991 bis zum späteren Kompromiss immer wieder den Bauplatz und erreichte einen zwischenzeitlichen Baustopp.
Im November 1991 sah sich die Deutsche Rabbinerkonferenz gezwungen, eine Erklärung abzugeben, in der gefordert wurde, „dass alles Menschenmögliche unternommen werden muss, um die Entweihung dieses Friedhofs zu verhindern und jegliche Arbeiten auf diesem heiligen Boden zu untersagen“. Die Erklärung war als ein moralischer Appell zu verstehen, mit der die Rabbinerkonferenz den Friedhof schützen wollte. Sie äußerte sich aber nicht zu den weltlichen, nach staatlichem Recht eingetretene, Eigentumsübertragung.
Zwischenzeitlich machten die Investoren am 21. April 1992 das Angebot, die Jüdische Gemeinde könne das im Jahre 1988 für 14,3 Millionen Mark erworbene Areal für 50 Millionen Mark zurückkaufen. Das Angebot wurde nicht angenommen, da weder die Hamburger Jüdische Gemeinde noch der Zentralrat der Juden diese Mittel hätte aufbringen können.
Insbesondere auf Bezirksebene wurde heftig diskutiert. Die GAL-Fraktion in Altona positionierte sich auf Seiten von Athra Kadischa, was die SPD-Fraktion heftig mit dem Vorwurf kritisierte, die Grünen würden den Konflikt zur Verhinderung des umstrittenen geplanten Einkaufszentrums instrumentalisieren, wogegen sich die GAL allerdings verwahrte. Von verschiedenen Bürgerinitiativen wurde das Thema des Antisemitismus und der historischen Schuld aufgegriffen und eine vollständige Wiederherstellung des Friedhofs gefordert.
Es gab Stimmen, die behaupteten, Gegner des Quarree-Bauvorhabens hätten die jüdische Gemeinde in aller Welt informiert, um das Einkaufszentrum auf diese Weise zu verhindern. Dagegen spricht, dass der jüdische Friedhof in der Zeit zwischen den ersten Presseberichten 1989 und dem Fund von Überresten im September 1991 von den Bürgerinitiativen entweder nicht oder nur marginal thematisiert wurde. Außerdem wurde der Friedhofsproblematik bereits im Mottenburger Manifest, das von einflussreichen Politikern im Februar 1990 unterzeichnet wurde, spätestens aber durch den baurechtlichen Vorbescheid des Bezirksamts vom November 1990, politischerseits gewürdigt und war somit allseits bekannt.
Die Jüdische Gemeinde in Hamburg war keinesfalls auf der Seite von Athra Kadischa, zumal Athra Kadischa weit mehr Medienecho bekam als die lokale Jüdische Gemeinde mit ihrer entgegengesetzten Haltung, konnte bei Außenstehenden jedoch leicht der Eindruck entstehen, der Konflikt bestehe zwischen Juden und Nichtjuden in Deutschland, obwohl es sich hier vielmehr um einen innerjüdischen Streitfall handelte. So ließ der Gemeindevorstand während der Demonstrationen verlautbaren:

„Die Jüdische Gemeinde in Hamburg und der sie vertretende Vorstand sind zweifellos in einer schwierigen Situation. Wir sind an das deutsche Recht gebunden. In bezug auf den Konflikt um den Friedhof haben wir zweifellos ein schweres Erbe angetreten... Wir haben sehr eindringlich auch an die Vertreter von Athra Kadisha appelliert, die Demonstrationen einzustellen, da sie nach unserer Auffassung der jüdischen Gemeinschaft in Deutschland – speziell in Hamburg – schaden, und wir es als unsere Aufgabe ansehen, uns für die Lebenden einzusetzen, ohne das Recht der Toten zu mißachten.“

Unter Hamburger Juden wurde der Umstand diskutiert, dass das Gelände in den 1950er-Jahren von einer stark geschwächten Jüdischen Gemeinde verkauft wurde, insbesondere im Hinblick auf die anderen Probleme, mit der sie zu jener Zeit zu kämpfen hatte, und man damals nicht damit rechnete, dass jüdisches Leben in Deutschland noch eine Zukunft habe. Man kam zu der einhelligen Überzeugung, dass der Verkauf ein damals noch nicht abzusehender Fehler war und man dementsprechend damit umgehen solle. So plädierten die meisten Hamburger Würdenträger auch weiterhin, man solle die Gebeine umbetten, wie es bereits vor und nach dem Krieg mehrmals praktiziert wurde.
Im Mai 1992 wurde gemeinschaftlich von Athra Kadischa, Büll & Liedke und vom Hamburger Senat sowie unter Ausschluss der Jüdischen Gemeinde Hamburg der Jerusalemer Oberrabbiner Itzhak Kolitz als Vermittler in dem Konflikt angerufen. Kolitz fällte folgenden Spruch:

„1. Wir verbieten, die Gräber oder das Erdreich des Friedhofs wegzuräumen, und sei es auch, daß man sie in das Land Israel brächte.
 2. Wir verhindern nicht eine Bebauung über dem Friedhof, d.h. auf ihm. Doch es darf nicht ausgeschachtet werden.
 3. Ein von uns berufener Aufseher wird die Bauarbeiten ständig beaufsichtigen.“

Bereits vor dem Spruch des Jerusalemer Oberrabbiners brachte Nathan Levinson ein Gutachten ein, in dem die Umbettung als zulässig bzw. geradezu geboten dargestellt wurde. In einem weiteren Gutachten gegen den Spruch von Kolitz bekräftigte er dies abermals, kritisierte die Einmischung von Athra Kadischa scharf und stellte zudem die Zuständigkeit und Unparteilichkeit von Kolitz in Frage. In einer Pressemitteilung ließ die Jüdische Gemeinde Hamburg verlautbaren, sie befürworte eine Bebauung nach wie vor und die Proteste von Athra Kadischa seien „kontraproduktiv“ und ein „inadäquates Mittel der Auseinandersetzung“.

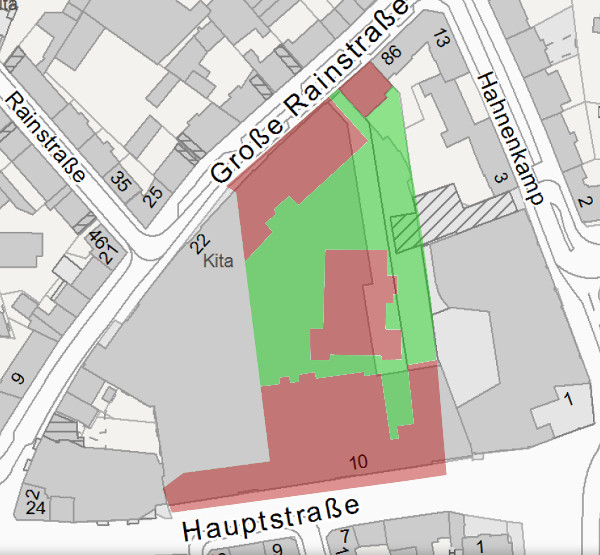
Das heutige Gelände mit der Fläche des jüdischen Friedhofs von 1934. Die späteren Zerstörungen sind rot markiert, die möglicherweise erhaltenen Teile grün.

Mit seiner gutachterlichen Entscheidung ermöglichte Oberrabbiner Itzhak Kolitz schließlich den Bau des Einkaufszentrums unter eingeschränkten Bedingungen: Es wurde anstatt einer Tiefgarage ein Parkhaus auf dem Dach des Gebäudes errichtet und über dem Erdreich, in dem Gräber und Gebeine vermutet wurden, eine Betonplatte gegossen.
Die auf dem Kompromiss beruhende Neuplanung des Einkaufszentrums sah den Verzicht auf die Dachbegrünung sowie eine erhebliche Reduzierung von zu bauenden Wohnungen, nicht aber von Verringerung der Verkaufsfläche oder der Parkplätze vor, weshalb sowohl der Bau- als auch Stadtplanungsausschuss eine Baugenehmigung für die vorliegende Planung einstimmig ablehnte. Da man jedoch in Hamburg und Bonn politischerseits weiteren Schaden für das Ansehen Deutschlands abwenden wollte, zog der Hamburger Senat das Verfahren per Evokationsrecht an sich und genehmigte das Bauprojekt ohne die Zustimmung der Altonaer Bezirksversammlung.
Im Mai 1993 drohten Büll & Liedke, sich über den gefundenen Kompromiss hinwegzusetzen und doch nach den alten Bauplänen mit Tiefgarage zu bauen, wenn die Stadt Hamburg die Neuplanungskosten von 30 Millionen Mark nicht übernähme. Sie argumentierten, die Stadt sei 1953 ihrer vertraglichen Pflicht nicht nachgekommen, die restlichen Gebeine von dem Gelände auf den jüdischen Friedhof in Hamburg-Ohlsdorf umzubetten. Am 25. August 1993 billigte die Hamburger Bürgerschaft auf Antrag des Senats einen Schadensersatz von 16,5 Millionen Mark für Büll & Liedke. Die Entschädigungszahlung wurde in Form von Erlass von Baugebühren und Preisnachlässen für erworbene Grundstücke in der Großen Elbstraße geleistet.
Nach der Fertigstellung und Einweihung des Mercados am 5. Oktober 1995 wurden am Treppenabgang zum Tiefgeschoss Gedenktafeln angebracht, die über die Geschichte des Friedhofes informieren und die Namen von insgesamt 4.500 dort bestatteten Toten nennen. Die Tafeln lassen zudem Platz für weitere Namen, die künftig noch ermittelt werden könnten.